# Дархан (канал)
Дарха́н (узб. Darxon, Дархон, древнее название — Тархон Сайёд) — небольшой канал (арык) в Ташкенте, в прошлом правый отвод канала Салар, ныне левый отвод канала Аккурган. Исторически именовался рекой.

## Описание
Современная длина Дархана составляет 3,07 км, из которых 2,27 км бетонированы. Согласно Приложению № 3 постановления № 282 Кабинета Министров Республики Узбекистан, минимальный расход воды в канале равен 20 м³/сут., средний — 30 м³/сут., максимальный — 60 м³/сут.; согласно данным Национальной энциклопедии Узбекистана и энциклопедии «Ташкент» — 0,115 м³/с.
Ранее брал начало из Салара приблизительно в районе современной Ташкентской кольцевой автодороги. Длина канала составляла около 6,5 км (6 вёрст 35 саженей), заканчивался, немного не доходя современной улицы Кукон Йули. Русло Дархана имело общее юго-восточное направление с некоторыми изгибами.
В конце 1950-х годов верхний участок течения был ликвидирован, а нижний преобразован в левый отвод канала Аккурган. Современная точка начала Дархана располагается на пересечении Аккургана с улицей Мудофаачилар. Канал тянется вдоль этой улицы на восток, по мостовым трубам протекает под улицей Аккурганской, по обочине которой затем течёт на юг. Перед проспектом Мустакиллик (бывшей улицей Пушкина) уходит под землю, за проспектом поворачивает на запад. Небольшой надземный участок имеется во дворе дома № 88, который занимает ОАО «Узтяжпромпроект» (41°19′10″ с. ш. 69°18′00″ в. д.). В 1980-е гг. Дархан доходил до улицы Якуба Коласа (ныне — улица Абдухамида Каюмова).
Был реконструирован в 1972 году, имеет 3 дюкера, 7 мостовых труб, 9 отводов, орошает площадь в 200 гектаров.

## Исторические события
8 мая 1865 года между каналами Салар и Дархан состоялась стычка войск Кокандского ханства, под командованием амира и лашкара Алимкула с отрядом войск Российской империи (две роты солдат и одна пушка), посланным генералом М. Г. Черняевым для рекогносцировки. На берегу Дархана занимали оборону кокандцы. Начавшись интенсивной перестрелкой, она привела к отступлению россиян до их лагеря в местности Шур-тепе (у слияния Карасу и Кичкина-Карасу).
После завоевания Ташкента Дархан оказался на территории первых кварталов Нового города.

## Комментарии
1. ↑  Вывод сделан, сопоставляя точку начала арыка на историческом плане Ташкента (1865) с современными планами.